# پپلکسی (دهانه)
پپلکسی یک دهانه برخوردی در ماه‌ است.

## دهانه‌های اقماری
این دهانه ۱ دهانه اقماری دارد.
| Papaleksi | عرض جغرافیایی | طول جغرافیایی | قطر          |
| --------- | ------------- | ------------- | ------------ |
| Q         | ۹.۰° N        | ۱۶۲.۷° E      | ۱۴.۰ کیلومتر |